# Антиохијски сабор (269)
Антиохијски сабор (269) је био помесни сабор или више сабора који су одржани у приоду 264-266 (или 264-269) у Антиохији, на коме је изречена осуда архиепископу-митрополиту антиохијском (260-268) Павлу Самосатском, учитељу Лукијана Антиохијског, који је, касније постао учитељ самог Арија, оснивача аријанске јереси.
Према записима Католичке цркве, најмање три помесна сабора су сазвана против Павла Самосатског 264–266 и постепено су постигла његову потпуну осуду од стране Цркве.
Свети Дионисије Александријски је хтео да присуствује првом од ових сабора, али се разболео. На сабору су били присутни епископ Кесарије Кападокијске Фирмилијан, неокесаријски Григорије Таматург (познат и као Григорије Чудотворац) и његов брат Атенодор, епископ неименоване столице у Понту, као и многи други.
Сам Павле Самосатски је до тада, поред архиепископске функције, имао и грађанску функцију прокуратора побуњене Палмире и поуздано га је штитила краљица Зенобија (краљица Палмире, која се одвојила од из Римског царства 267-272). Осим тога, био је богат и подржаван од многих епископа због свог православља. Стога је на првом сабору оправдан, епископи нису осудили ни њега ни његово учење.
На другом, Павле Самостатски је осуђен, али је обећао да ће се покајати и исправити своје идеолошке грешке. Међутим, ово обећање није испунио.
Након тога сазван је последњи, трећи сабор. Главни противник Павла Самосатског, Фирмилијан из Цезареје, преминуо је на путу за овај сабор, али је његово дело довршио сународник Павла Самосатског, свештеник Малхион Антиохијски, веома поштован по познавању хришћанских списа, поглавар школа грчке књижевности у Антиохији. Током разговора са Павлом, Малхион га је отворено оптужио за јерес и постигао његово свргавање.
У делу Јевсевија Цезарејског под насловом „Црквена историја“ делимично је сачувано Малхионово писмо на ову тему. У овом отвореном писму, упућеном папи Дионисију из Рима, папи Максиму Александријском и свим епископима и свештенству широм света, Малхион коначно осуђује бившег епископа Антиохије.